# Махінтхратхірат
Сомдет Пхра Махінтхратхірат (тай. มหินทราธิราช); 1539 — 1569) — 17-й володар Аюттхаї у 1564—1568 і 1569 роках. Протягом обох панувань марно намагався захистити незалежність країни від імперії Таунгу.

## Життєпис
Походив з династії Супханнапхум. Другий син Тхіанрачи, віцекороля Сукхотай, і Сурійотай. Народився 1539 року, отримавши ім'я Махін 1548 року батько посів трон Аюттхаї як Маха Чаккрапхат. У 1548 році Табіншвехті, володар імперії Таунгу, виступив на Аюттхаю. Махінтратірат брав участь у війні, зокрема у битві на полі Пукаотонг (відома також як Битва слонів), де аюттхайське військо перемогло, але загинула мати Махінтхратхірата.
1563року новий правитель Таунгу Баїннаун знову виступив на підкорення Аюттхаї. Було взято в облогу столицю держави. У лютому 1564 року Маха Чаккрапхат все капітулював. Його разом з родиною було вивезено до Пегу, а Махінтхратхірата поставлено новим володарем Аюттхаї. Він також визнав зверхність Баїннауна.
Новий правитель не мав влади над усією державою, оскільки його швагер Кхун Пхіренторатепа, васальний король Сукхотай, окремо визнала владу Баїннауна після війни 1563 року. Махінтратхірат планував спільну атаку на Пхітсанулок (столицю Сукхотай) із Сеттатіратом, правителем Лансангу, але зазнав поразки.
1568 року його батько повертається до Аюттхаї. Тут за наполяганням Махінтхратхірата знову перебрав владу над Аюттхаєю на себе. Тоді Баїннаун повів армію проти Аюттхаї. В цей час повстав Кхун Пхіренторатеп. Бірманці взяли в облогу Аюттхаю, під час якої Маха Чаккрапат захворів і помер 15 квітня 1569 року. Махінтратхірат знову посів трон. Незважаючи на кількамісячні зусилля, Аюттхая витримала облогу. Тоді Баїннаун підкупив Прая Чакрі, полоненого аюттхайського полководця, щоб стати шпигуном. Махінтратхірат з довірою прийняв того, що повернувся, і призначив Прая Чакрі командувачем оборони. Прайя Чакрі зміг поставити менш навчені та недосвідчені війська на місце ворожоїатаки, і тому був легко розбитий. Місто було взято 2 серпня 1569 року.
29 вересня 1569 року Баїннуанг призначив Кхун Пхіренторатепа володарем Аюттхаї, що прийняв тронне ім'я Маха Таммарача. Махінтратхірат разом зі своєю родиною та знаттю був відправленийдо Пегу. Але помер чи був вбитий в дорозі.